# Tetreuaresta latipennis
Tetreuaresta latipennis es una especie de insecto del género Tetreuaresta de la familia Tephritidae del orden Diptera.

## Historia
Townsend la describió científicamente por primera vez en el año 1893.